# Tortula
Genre
Tortula ou Tortule est un genre de mousses de la famille des Pottiaceae.

## Phytonymie
Tortula vient du latin tortus, « tordu », en référence aux dents longues et légèrement tordues du péristome autour de l'embouchure de la capsule de ces mousses.

## Liste des espèces et variétés
Selon BioLib (18 novembre 2018) :
- Tortula acaulon (With.) R. H. Zander
- Tortula ammonsiana Crum & Anderson
- Tortula amphidiacea (C. Müll.) Broth.
- Tortula amplexa (Lesq.) Steere
- Tortula antarctica (Hampe) Par.
- Tortula atrovirens (Sm.) Lindb.
- Tortula bartramii Steere in Grout
- Tortula bolanderi (Lesq.) Howe
- Tortula brevipes (Lesq.) Broth.
- Tortula cainii Crum & Anderson
- Tortula californica Bartr.
- Tortula canescens Mont.
- Tortula caucasica Lindb. ex Broth.
- Tortula cernua (Huebener) R. H. Zander
- Tortula chisosa Magill, Delgad. & L.R. Stark
- Tortula cuneifolia (Dicks.) Turner
- Tortula freibergii Dixon & Loeske
- Tortula hoppeana (Schultz) Ochyra
- Tortula lindbergii Kindb. ex Broth.
- Tortula lingulata Lindb.
- Tortula marginata (Bruch & Schimp.) Spruce
- Tortula mucronifolia Schwägr.
- Tortula muralis Hedw.
- Tortula obtusifolia (Schwägr.) Mathieu
- Tortula obtusissima (C. Müll.) Mitt.
- Tortula papillosissima (Copp.) Broth.
- Tortula princeps De Not.
- Tortula protobryoides R. H. Zander
- Tortula rhizophylla (Sak.) Iwats. & Saito
- Tortula schimperi Cano, O. Werner & J. Guerra
- Tortula scotteri Zand. & Steere
- Tortula stanfordensis Steere
- Tortula subulata Hedw.
- Tortula truncata (Hedw.) Mitt.

Selon Catalogue of Life (18 novembre 2018) :
- Tortula abyssinica De Notaris, 1872
- Tortula acaulon Zander, 1993
- Tortula aculeonervis Brotherus, 1902
- Tortula afanassievii Lazarenko, 1938
- Tortula altipes Zander, 1993
- Tortula ambigua (Bruch & W. P. Schimper) Ångström, 1844
- Tortula amphidiifolia Brotherus, 1902
- Tortula ampliretis Crundwell & D. G. Long in Crundwell, During & D. G. Long, 1978
- Tortula appressa Mitten, 1869
- Tortula areolata Fife, 1995
- Tortula argentinica Zander, 1993
- Tortula astoma Schiffner, 1908
- Tortula atrata Thériot, 1921
- Tortula atrovirens Lindberg, 1864
- Tortula austroruralis Brotherus, 1902
- Tortula bauriana Warnstorf ex Baur, 1911
- Tortula berthoana Thériot, 1926
- Tortula bidentata Bai Xue-liang, 1997
- Tortula bogosica Zander, 1993
- Tortula brevipes Brotherus, 1902
- Tortula breviseta Montagne, 1845
- Tortula brevissima Schiffner, 1913
- Tortula brunnea Brotherus, 1902
- Tortula buchtienii Herzog, 1910
- Tortula buyssonii Brotherus, 1902
- Tortula calcarea Fiorini-Mazzanti, 1841
- Tortula californica E. B. Bartram, 1945
- Tortula canescens Montagne, 1833
- Tortula capillaris Zander, 1993
- Tortula cardotii Thériot & Naveau, 1927
- Tortula cernua Lindberg, 1879
- Tortula characodonta Brotherus, 1902
- Tortula chrysopila Paris, 1906
- Tortula chubutensis Dusén, 1905
- Tortula chungtienia Zander, 1993
- Tortula cochlearifolia Potier de la Varde, 1955
- Tortula contorta Montagne in C. Gay, 1850
- Tortula crawfordii Watts in Watts & Whitelegge, 1902
- Tortula crenata Mitten, 1869
- Tortula cucullifolia J. Fröhlich, 1955
- Tortula cuneifolia Turner, 1804
- Tortula cuspidatissima Brotherus, 1902
- Tortula deciduidentata Zander, 1993
- Tortula demawendica Schiffner, 1908
- Tortula emarginata (Dozy & Molkenboer) Mitten, 1891
- Tortula entosthodontacea Zander, 1993
- Tortula ericaefolia Lindberg, 1879
- Tortula eucalyptrata Lindberg, 1886
- Tortula felipponei Thériot in Felippone, 1930
- Tortula ferruginea E. B. Bartram, 1964-65 (1965)
- Tortula fragillima Herzog, 1916
- Tortula gracilis Schleicher ex W. J. Hooker & Greville, 1824
- Tortula grandiretis Brotherus, 1929
- Tortula guepinii Brotherus, 1902
- Tortula israelis Bizot & F. Bilewsky, 1955
- Tortula kabir-khanii Zander, 1993
- Tortula kneuckeri Brotherus & Geheeb, 1903
- Tortula laevinervis Brotherus ex Dusén, 1907
- Tortula lanceola Zander, 1993
- Tortula laureri Lindberg, 1864
- Tortula lazarenkoi Savicz-Ljubitskaya, 1965
- Tortula leiostomoides Potier de la Varde, 1955
- Tortula leptotheca Chen Pan-chieh, 1941
- Tortula leucochlora Brotherus, 1906
- Tortula leucostoma W. J. Hooker & Greville, 1824
- Tortula ligulata Herzog, 1916
- Tortula lindbergii Brotherus, 1892
- Tortula lingulata Lindberg, 1880
- Tortula litorea Cardot in Cardot & Brotherus, 1923
- Tortula madagassa Dixon, 1942
- Tortula marginata Spruce, 1845
- Tortula maritima Zander, 1993
- Tortula minima Herzog, 1916
- Tortula minor Zander, 1993
- Tortula minutirosula Brotherus, 1902
- Tortula modica Zander, 1993
- Tortula mucronifera W. Frey, Kürschner & Ros in W. Frey & al., 1994
- Tortula mucronifolia Schwaegrichen, 1811
- Tortula muralis Hedwig, 1801
- Tortula murina Brotherus, 1902
- Tortula napoana De Notaris, 1859
- Tortula nevadensis Zander, 1993
- Tortula obscuriretis Thériot, 1918
- Tortula obtusifolia Mathieu, 1853
- Tortula omissa Thériot, 1927
- Tortula pallida Zander, 1993
- Tortula parramattana Mitten, 1882
- Tortula paulsenii Brotherus, 1906
- Tortula perarmata Brotherus, 1924
- Tortula perpusilla Brotherus, 1902
- Tortula planicosta Herzog, 1952
- Tortula planifolia Li Xing-jiang, 1981
- Tortula platyphylla Mitten, 1869
- Tortula plinthobia Brotherus, 1902
- Tortula podocarpi Brotherus, 1902
- Tortula polycarpa Dusén, 1906
- Tortula polylepidis Herzog, 1916
- Tortula porteri Brotherus, 1902
- Tortula protobryoides Zander, 1993
- Tortula pseudolatifolia Cardot, 1905
- Tortula pseudoprinceps Dixon, 1930
- Tortula pugionata Brotherus, 1902
- Tortula pulvinatula Dusén, 1905
- Tortula rallieri Cardot, 1916
- Tortula randii Zander, 1993
- Tortula raucopapillosa Zander, 1993
- Tortula recurvata W. J. Hooker, 1819
- Tortula revolutifolia Lazarenko, 1938
- Tortula revolvens G. Roth, 1904
- Tortula rhodonia Zander, 1993
- Tortula sabinae C. C. Townsend, 1984 (1985)
- Tortula sainsburyana Zander, 1993
- Tortula santiagensis Brotherus, 1924
- Tortula santorinensis Schiffner, 1920
- Tortula savatieri Brotherus, 1902
- Tortula sinuata E. B. Bartram, 1964-65 (1965)
- Tortula solmsii Limpricht, 1890 (1888)
- Tortula solomensis Zander, 1993
- Tortula sordida Herzog, 1920
- Tortula splachnoides Zander, 1993
- Tortula squarripila Thériot, 1917
- Tortula sublimbata Brotherus, 1902
- Tortula subrufa Cardot in Grandidier, 1915
- Tortula subtranscaspica J. Fröhlich, 1955
- Tortula subulata Hedwig, 1801
- Tortula systylia Lindberg, 1879
- Tortula thianschanica Brotherus, 1929
- Tortula thomsonii Zander, 1993
- Tortula tonkinensis Zander, 1993
- Tortula toutonii Bizot, 1973
- Tortula trachyphylla Brotherus, 1929
- Tortula transcaspica Brotherus, 1888
- Tortula truncata Mitten in Godman, 1870
- Tortula ucrainica Zander, 1993
- Tortula umbrosa Dusén, 1907
- Tortula vahliana Montagne in C. Gay, 1850
- Tortula viridipila Dixon & Sainsbury, 1933
- Tortula websteri H. Robinson, 1965
- Tortula wilczekii Meylan, 1936
- Tortula willisiana Zander, 1993
- Tortula wilsonii Zander, 1993
- Tortula xerophila Herzog, 1916
- Tortula yuennanensis Chen Pan-chieh, 1941
- Tortula zoddae Zander, 1993

Selon ITIS (18 novembre 2018) :
- variété Tortula laevipila var. laevipila (Brid.) Schwaegr.
- variété Tortula laevipila var. meridionalis (Schimp.) Wijk & Marg.
- Tortula amnonsiana Crum & Anders.
- Tortula amphidiacea (C. Müll.) Broth.
- Tortula amplexa (Lesq.) Steere
- Tortula bartramii Steere in Grout
- Tortula bolanderi (Lesq.) Howe
- Tortula brevipes (Lesq.) Broth.
- Tortula cainii Crum & Anderson
- Tortula californica Bartr.
- Tortula caninervis (Mitt.) Broth.
- Tortula chisosa Magill & al.
- Tortula fragilis Tayl.
- Tortula inermis (Brid.) Mont.
- Tortula laevipila (Brid.) Schwaegr.
- Tortula latifolia Bruch ex Hartm.
- Tortula mucronifolia Schwaegr.
- Tortula muralis Hedw.
- Tortula norvegica (Web.) Wahlenb. ex Lindb.
- Tortula obtusissima (C. Müll.) Mitt.
- Tortula pagorum (Milde) De Not.
- Tortula papillosa Wils. in Spruce
- Tortula papillosissima (Copp.) Broth.
- Tortula princeps De Not.
- Tortula propogulosa Sharp
- Tortula rhizophylla (Sak.) Iwats. & Saito
- Tortula ruralis (Hedw.) Gaertn. & al.
- Tortula scotteri Zand. & Steere
- Tortula sinensis (C. Müll.) Broth.
- Tortula stanfordensis Steere
- Tortula subulata Hedw.
- Tortula virescens (De Not.) De Not.

Selon The Plant List (18 novembre 2018) :
- Tortula abyssinica De Not.
- Tortula acaulon (With.) R.H. Zander
- Tortula aculeonervis (Müll. Hal.) Broth.
- Tortula aenea (Müll. Hal.) Mitt.
- Tortula afanassievii Lazarenko
- Tortula agraria (Hedw.) P. Beauv.
- Tortula alpina (Brid.) Arn.
- Tortula altipes (Broth.) R.H. Zander
- Tortula ambigua (Bruch & Schimp.) Ångström
- Tortula amblyophylla (Hook.) Mitt.
- Tortula amoena (Schumach.) Brid.
- Tortula amphidiifolia (Müll. Hal.) Broth.
- Tortula amplexa (Lesq.) Steere
- Tortula ampliretis Crundw. & D.G. Long
- Tortula anacamptophylla (Müll. Hal.) Broth.
- Tortula anderssonii Ångström
- Tortula andicola Mont.
- Tortula andina (Sull.) Mitt.
- Tortula androgyna (Müll. Hal.) Broth.
- Tortula angustifolia Lindb. ex Broth.
- Tortula annulus (Müll. Hal.) Broth. ex Paris
- Tortula antarctica (Hampe) Wilson
- Tortula apiculata (Hedw.) Turner
- Tortula appressa Mitt.
- Tortula appressifolia Mitt.
- Tortula arenacea (Sull. & Lesq.) Culm.
- Tortula arenae (Besch.) Broth.
- Tortula areolata (C. Knight) Fife
- Tortula arequipensis Cano & M. T. Gallego
- Tortula argentinica (Broth.) R.H. Zander
- Tortula aristata (Dicks.) Sm.
- Tortula astoma Schiffner
- Tortula atrata Thér.
- Tortula atrovirens (Sm.) Lindb.
- Tortula austro-africana W.A. Kramer
- Tortula austroalpina (Müll. Hal.) Broth.
- Tortula austromuralis (Müll. Hal.) Broth. ex Paris
- Tortula austroruralis (Müll. Hal.) Broth.
- Tortula baetica (Casas & R. Oliva) J. Guerra & Ros
- Tortula barbata (Curtis ex With.) Sm.
- Tortula barbuloides (Brid.) Mitt.
- Tortula bauriana Warnst. ex Baur
- Tortula berica (De Not.) Lindb.
- Tortula berthoana Thér.
- Tortula bidentata X.L. Bai
- Tortula bipedicellata E. Britton
- Tortula bogosica (Müll. Hal.) R.H. Zander
- Tortula bogotensis (Hampe) Mitt.
- Tortula bolanderi (Lesq. & James) M. Howe
- Tortula bombayensis (Müll. Hal.) Mitt.
- Tortula brachyaichme (Müll. Hal.) Broth.
- Tortula brachyangia (Müll. Hal. & Kindb.) Broth.
- Tortula brachychaete Dusén
- Tortula brachyclada Cardot
- Tortula brachydontia (Bruch) Mitt.
- Tortula brachymenia Mitt.
- Tortula brachypila (Müll. Hal.) Broth.
- Tortula brachypoda (Cardot & Thér.) Broth.
- Tortula brachytricha (Müll. Hal.) Broth.
- Tortula brebissonii (Brid.) Fior.-Mazz.
- Tortula brevifolia (Dicks. ex With.) Sm.
- Tortula brevimucronata (Müll. Hal.) Broth.
- Tortula brevipes (Lesq.) Broth.
- Tortula brevis H. Whitehouse & M.E. Newton
- Tortula breviseta Mont.
- Tortula brevisetacea (Hampe ex F. Muell.) Thér.
- Tortula brevissima Schiffner
- Tortula brunnea (Müll. Hal.) Broth.
- Tortula buchtienii Herzog
- Tortula bullata (Sommerf.) Lindb.
- Tortula buyssonii (H. Philib.) Broth.
- Tortula calcarea Fior.-Mazz.
- Tortula calcicolens W.A. Kramer
- Tortula californica E.B. Bartram
- Tortula calyculosa Mitt.
- Tortula campestris Dusén
- Tortula canescens Mont.
- Tortula capillaris (Dixon ex P.C. Chen) R.H. Zander
- Tortula cardotii Thér. & Naveau
- Tortula cavallii G. Negri
- Tortula cernua (Huebener) Lindb.
- Tortula characodonta (Müll. Hal.) Broth.
- Tortula chilensis (Mont.) Mitt.
- Tortula chionostoma (Venturi) Broth.
- Tortula chrysoblasta (Müll. Hal.) Broth. ex Paris
- Tortula chrysopila (Müll. Hal.) Paris
- Tortula chubutensis Dusén
- Tortula chungtienia R.H. Zander
- Tortula ciliata Broth.
- Tortula cirrifolia Mitt.
- Tortula closteri (Austin) Austin
- Tortula cochlearifolia P. de la Varde
- Tortula conotricha (Müll. Hal.) Paris
- Tortula contorta (Hampe) Mont.
- Tortula contortifolia Mitt.
- Tortula convoluta (Hedw.) P. Gaertn., B. Mey. & Scherb.
- Tortula corniculata (Wahlenb.) Mitt.
- Tortula costata Mitt.
- Tortula crawfordii (Paris) Watts
- Tortula crenata Mitt.
- Tortula crenulata Warnst.
- Tortula crispata (Hampe) Watts & Whitel.
- Tortula crispula (Bruch) Mitt.
- Tortula crocea Brid.
- Tortula cruegeri (Sond. ex Müll. Hal.) Mitt.
- Tortula cucullifera Mitt.
- Tortula cuneifolia (Dicks.) Turner
- Tortula cuspidatissima (Müll. Hal.) Broth.
- Tortula cylindrica (Bruch ex Brid.) Mitt.
- Tortula danica (M.T. Lange) C. Hartm. ex Limpr.
- Tortula deciduidentata (Sharp & Z. Iwats.) R.H. Zander
- Tortula decolorans (Hampe) Mitt.
- Tortula demawendica Schiffner
- Tortula densa (Velen.) J.-P. Frahm
- Tortula densifolia (Hook. f. & Wilson) Hook. f. & Wilson
- Tortula denticulata (Wilson) Mitt.
- Tortula deserta (Müll. Hal.) Broth.
- Tortula desertorum Broth.
- Tortula diaguita (R.H. Zander & Mahu) Cano & M. T. Gallego
- Tortula domingensis Thér.
- Tortula eckeliae R.H. Zander
- Tortula edentula Ignatova & Ignatov
- Tortula egelingii (Schlieph.) Broth.
- Tortula elaphrotricha (Müll. Hal.) Broth. ex Watts & Whitel.
- Tortula elata (Müll. Hal.) Durieu & Mont.
- Tortula emarginata (Dozy & Molk.) Mitt.
- Tortula entosthodontacea (Cardot & Dixon) R.H. Zander
- Tortula epilosa Broth. ex Dusén
- Tortula ericetorum (Dicks. ex With.) Sm.
- Tortula erubescens (Mitt.) Mitt.
- Tortula erythrodonta (Taylor) Wilson
- Tortula erythroneura (Müll. Hal.) Broth.
- Tortula erythrotricha (Müll. Hal.) Broth.
- Tortula eubryum (Müll. Hal.) Broth.
- Tortula excavata Mitt.
- Tortula exesa (Müll. Hal.) Broth.
- Tortula fallax (Hedw.) Schrad. ex Turner
- Tortula felipponei Thér.
- Tortula ferruginea E.B. Bartram
- Tortula filaris (Müll. Hal.) Broth.
- Tortula fiorii (Venturi) G. Roth
- Tortula flagellaris (Schimp.) Mont.
- Tortula flavipes (Bruch & Schimp.) Wilson
- Tortula flaviseta Mitt.
- Tortula flavovirens (Bruch) Fior.-Mazz.
- Tortula flexomarginata (Müll. Hal. & Hampe) Mitt.
- Tortula flexuosa Brid.
- Tortula fontana (Müll. Hal.) Broth.
- Tortula fragillima Herzog
- Tortula freibergii Dixon & Loeske
- Tortula fuegiana (Mitt.) Mitt.
- Tortula fuscinervia Mitt.
- Tortula fuscomucronata (Müll. Hal.) Broth.
- Tortula geheebiaeopsis (Müll. Hal.) Broth.
- Tortula glacialis (Kunze ex Müll. Hal.) Mont.
- Tortula glaucescens (Hampe) Mitt.
- Tortula grandiretis Broth.
- Tortula guepinii (Bruch & Schimp.) Broth.
- Tortula handelii Schiffner
- Tortula heimii (Hedw.) Mitt.
- Tortula herzogii R.H. Zander
- Tortula heteroloma Cardot
- Tortula hibernica Mitt.
- Tortula hildebrandtii (Müll. Hal.) Broth.
- Tortula hirsuta (Venturi) Lazarenko
- Tortula hoppeana (Schultz) Ochyra
- Tortula hornschuchiana (Schultz) De Not.
- Tortula humida Mitt.
- Tortula humilis (Hedw.) Turner
- Tortula husnotii (Schimp. ex Besch.) Broth.
- Tortula hyalinotricha (Müll. Hal.) Broth.
- Tortula incerta (Mitt.) Broth.
- Tortula inermis (Brid.) Mont.
- Tortula inflexa Duby
- Tortula inundata Mitt.
- Tortula involucrata (Müll. Hal.) Watts & Whitel.
- Tortula israelis Bizot & F. Bilewsky
- Tortula jamesonii (Taylor) Mitt.
- Tortula jugicola Duby
- Tortula kabir-khanii (Broth.) R.H. Zander
- Tortula kneuckeri Broth. & Geh.
- Tortula lacerifolia R.S. Williams
- Tortula laeta (Kunze ex Müll. Hal.) Mitt.
- Tortula laevigata Mitt.
- Tortula laevinervis Broth. ex Dusén
- Tortula laeviuscula (Kindb.) Broth.
- Tortula lamprocalyx (Müll. Hal.) Mont.
- Tortula lanceola R.H. Zander
- Tortula latrobeana (Müll. Hal.) Mitt.
- Tortula laureri (Schultz) Lindb.
- Tortula lazarenkoi L.I. Savicz
- Tortula lechleri (Müll. Hal.) Broth.
- Tortula leikipiae (Müll. Hal.) Broth.
- Tortula leiostoma Herzog
- Tortula leiostomoides P. de la Varde
- Tortula lepto-syntrichia (Müll. Hal.) Broth.
- Tortula leptopyxis (Müll. Hal.) Lindb. & Arnell
- Tortula leptotheca (Broth.) P.C. Chen
- Tortula leucochlora (Müll. Hal.) Broth.
- Tortula leucostega (Müll. Hal.) Broth.
- Tortula leucostoma (R. Br.) Hook. & Grev.
- Tortula ligularis Mitt.
- Tortula ligulata Herzog
- Tortula limensis R.S. Williams
- Tortula lindbergii Broth.
- Tortula linearifolia P. Beauv.
- Tortula linearis (Sw. ex F. Weber & D. Mohr) Sw. ex Mitt.
- Tortula linguifolia Herzog
- Tortula lingulata Lindb.
- Tortula lithophila Dusén
- Tortula litorea Cardot
- Tortula longifolia (Griff.) Mitt.
- Tortula longirostris (Hampe) Mitt.
- Tortula lurida (Hornsch.) Mitt.
- Tortula mac-owiana (Müll. Hal.) Broth.
- Tortula macrocarpa (Schimp.) Mitt.
- Tortula macrotricha (Cardot & Thér.) Broth.
- Tortula madagassa Dixon
- Tortula magellanica Mont.
- Tortula marginata (Bruch & Schimp.) Spruce
- Tortula maritima (R. Br. bis) R.H. Zander
- Tortula media E.S. Salmon
- Tortula megalocarpa (Kindb.) Broth.
- Tortula melanocarpa Mitt.
- Tortula melbourneana (Müll. Hal.) Broth.
- Tortula mendozensis Mitt.
- Tortula meridionalis (Luisier) Guim.
- Tortula meruensis (Müll. Hal.) Broth.
- Tortula mexicana (Hampe ex Müll. Hal.) Mitt.
- Tortula minima Herzog
- Tortula minor (Müll. Hal.) R.H. Zander
- Tortula minuscula R.S. Williams
- Tortula minutirosula (Müll. Hal.) Broth.
- Tortula mniadelphus (Müll. Hal.) Broth.
- Tortula mniifolia (Sull.) Mitt.
- Tortula modica R.H. Zander
- Tortula mongolica (Boros) Ochyra
- Tortula montana Mitt.
- Tortula mucronifera W. Frey, Kurschner & Ros
- Tortula mucronifolia Schwägr.
- Tortula mucronulata (Dicks. ex With.) Turner
- Tortula muralis Hedw.
- Tortula muricola (Müll. Hal.) Mitt.
- Tortula murina (Müll. Hal.) Broth.
- Tortula mutica (Schultz) Lindb.
- Tortula nana (Müll. Hal.) Broth.
- Tortula nankomontana Nog.
- Tortula napoana De Not.
- Tortula navicularis (Mitt.) Broth.
- Tortula neomexicana (Sull. & Lesq.) Broth.
- Tortula nevadensis (Cardot & Thér.) R.H. Zander
- Tortula novogranatensis (Hampe) Mitt.
- Tortula obscuriretis Thér.
- Tortula obtusifolia (Schwägr.) Mathieu
- Tortula occidentalis Mitt.
- Tortula oleaginosa I.G. Stone
- Tortula omissa Thér.
- Tortula oranica (Müll. Hal.) Broth.
- Tortula orthodonta (Müll. Hal.) Mitt.
- Tortula pallens Brid.
- Tortula pallida (Lindb.) R.H. Zander
- Tortula panduraefolia (Müll. Hal. & Hampe) Broth.
- Tortula parramattana Mitt.
- Tortula parva Cardot
- Tortula patagonica Mitt.
- Tortula paulsenii Broth.
- Tortula perarmata Broth.
- Tortula percarnosa (Müll. Hal.) Broth.
- Tortula perpusilla (Müll. Hal.) Broth.
- Tortula perrubiginosa (Dusén) Paris
- Tortula perrufula (Müll. Hal.) R.S. Williams
- Tortula peruviana Mitt.
- Tortula phaea (Hook. f. & Wilson) Dixon
- Tortula pilifera Hook.
- Tortula planicosta Herzog
- Tortula planifolia X.J. Li
- Tortula platyphylla Mitt.
- Tortula plinthobia (Sull. & Lesq.) Broth.
- Tortula podocarpi (Müll. Hal.) Broth.
- Tortula polycarpa Dusén
- Tortula polylepidis Herzog
- Tortula polyseta (Müll. Hal.) Warnst.
- Tortula porteri (James) Broth.
- Tortula preissiana (Müll. Hal.) Broth.
- Tortula propinqua (Müll. Hal.) Broth.
- Tortula prostrata Mont.
- Tortula protobryoides R.H. Zander
- Tortula pruinosa Mitt.
- Tortula pseudoaciphylla (Kindb.) Broth.
- Tortula pseudoantarctica (Müll. Hal.) Broth.
- Tortula pseudohandelii J. Froehl.
- Tortula pseudolatifolia Cardot
- Tortula pseudopilifera (Hampe & Müll. Hal.) Mitt.
- Tortula pseudoprinceps Dixon
- Tortula pseudorobusta Dusén
- Tortula pugionata (Müll. Hal.) Broth.
- Tortula pulvinatula Dusén
- Tortula purpureo-velutina Herzog
- Tortula pusilla Mitt.
- Tortula pygmaea Dusén
- Tortula quitoensis Taylor
- Tortula raddei Broth.
- Tortula rallieri Cardot
- Tortula ramosissima Thér.
- Tortula raucopapillosa (X.J. Li) R.H. Zander
- Tortula raui (Austin) Austin
- Tortula readeri (Müll. Hal.) Broth.
- Tortula rectifolia (Taylor) Mitt.
- Tortula recurvata Hook.
- Tortula rehmannii (Müll. Hal.) Sim
- Tortula reticularia (Müll. Hal.) Broth.
- Tortula revolutifolia Lazarenko
- Tortula revolvens (Schimp.) G. Roth
- Tortula rhodonia R.H. Zander
- Tortula rigescens Broth. & Geh.
- Tortula rigida (Hedw.) Schrad. ex Turner
- Tortula robusta Hook. & Grev.
- Tortula rotundifolia Hartm.
- Tortula rotundo-emarginata (Müll. Hal. & Kindb.) Broth.
- Tortula rubella Hook. & Wilson
- Tortula rubra Mitt.
- Tortula rufipila (Cardot & Thér.) Broth.
- Tortula sabinae C.C. Towns.
- Tortula sainsburyana R.H. Zander
- Tortula santiagensis Broth.
- Tortula satoi Sakurai
- Tortula savatieri (Besch.) Broth.
- Tortula saxicola Cardot
- Tortula scabrella Dusén
- Tortula scabrinervis (Müll. Hal.) Mont.
- Tortula schimperi Cano, O. Werner & J. Guerra
- Tortula schlimii (Müll. Hal.) Mitt.
- Tortula schmidii (Müll. Hal.) Broth.
- Tortula semi-rubra (Müll. Hal.) Broth.
- Tortula serrata Dixon
- Tortula sinuata E.B. Bartram
- Tortula sinuosa Mitt.
- Tortula socialis Dusén
- Tortula solmsii (Schimp.) Limpr.
- Tortula solomensis (Broth.) R.H. Zander
- Tortula sordida Herzog
- Tortula spadicea Mitt.
- Tortula spathulata (Harv.) Mitt.
- Tortula splachnoides (Hornsch.) R.H. Zander
- Tortula sprengelii (Schwägr.) Hook. & Grev.
- Tortula squarripila Thér.
- Tortula starckeana (Hedw.) Kindb.
- Tortula stellata (Dicks. ex With.) Sm.
- Tortula stenocarpa (Hampe) Mitt.
- Tortula streptopogoniacea (Müll. Hal.) Broth.
- Tortula stricta (Hedw.) P. Beauv.
- Tortula subagraria (Müll. Hal.) Broth.
- Tortula subantarctica Sainsbury
- Tortula subaristata (Bruch & Schimp. ex Müll. Hal.) Broth.
- Tortula subcalycina (Müll. Hal.) Mitt.
- Tortula subcarnifolia (Müll. Hal. & Kindb.) Paris
- Tortula subcuneifolia (Kindb.) Broth.
- Tortula subintermedia (Renauld & Cardot) Cardot
- Tortula sublimbata (Mitt.) Broth.
- Tortula submegalocarpa (Kindb.) Broth.
- Tortula submontana Broth.
- Tortula submuralis (Müll. Hal.) Broth.
- Tortula submutica Broth.
- Tortula subobliqua R.S. Williams
- Tortula subpapillosa Cardot & Broth.
- Tortula subrufa Cardot
- Tortula subsessilis (Brid.) Mitt.
- Tortula subspathulata (Müll. Hal.) Broth.
- Tortula subspiralis (Hampe) Broth.
- Tortula subtorquatifolia Dixon
- Tortula subtorquescens (Müll. Hal. & Kindb.) Broth.
- Tortula subtranscaspica J. Froehl.
- Tortula subulata Hedw.
- Tortula subulifolia (Sull.) Mitt.
- Tortula sullivaniana (Müll. Hal.) Watts & Whitel.
- Tortula systylia (Schimp.) Lindb.
- Tortula tasmanica (Hampe) Mitt.
- Tortula tenella Broth.
- Tortula tenuirostris (Hook. & Taylor) Mitt.
- Tortula teretiuscula (Schimp.) Mitt.
- Tortula thianschanica Broth.
- Tortula thomsonii (Müll. Hal.) R.H. Zander
- Tortula tonkinensis (Besch.) R.H. Zander
- Tortula torquatifolia (Geh.) Dixon
- Tortula toutonii Bizot
- Tortula trachyneura Dixon
- Tortula trachyphylla Broth.
- Tortula transcaspica Broth.
- Tortula truncata (Hedw.) Mitt.
- Tortula ucrainica (Lazarenko) R.H. Zander
- Tortula umbrosa Dusén
- Tortula unguiculata Turner
- Tortula vahliana (Schultz) Mont.
- Tortula verticillata (Hedw.) Mitt.
- Tortula vesiculosa (Müll. Hal.) Broth.
- Tortula vinealis (Brid.) Spruce
- Tortula virescens (De Not.) De Not.
- Tortula viridifolia (Mitt.) Blockeel & A.J.E. Sm.
- Tortula viridipila Dixon & Sainsbury
- Tortula viridula (Müll. Hal.) Broth.
- Tortula vlassovii (Laz.) Ros & Herrnst.
- Tortula websteri H. Rob.
- Tortula wilczekii Meyl.
- Tortula wilhelmii (Müll. Hal.) Watts & Whitel.
- Tortula willisiana R.H. Zander
- Tortula wilsonii (Hook.) R.H. Zander
- Tortula xerophila Herzog
- Tortula yuennanensis P.C. Chen
- Tortula zoddae R.H. Zander

Selon Tropicos (18 novembre 2018) (Attention liste brute contenant possiblement des synonymes) :
- Tortula abranchesii Luisier
- Tortula abruptinervis Dixon
- Tortula abyssinica De Not.
- Tortula acaulon (With.) R.H. Zander
- Tortula aciphylla (Bruch & Schimp.) Hartm.
- Tortula acletoi H. Rob.
- Tortula aculeata (Wilson) Mitt.
- Tortula aculeonervis (Müll. Hal.) Broth.
- Tortula acuta Brid.
- Tortula adusta (Mitt.) Mitt.
- Tortula aenea (Müll. Hal.) Mitt.
- Tortula aestiva (Brid. ex Hedw.) P. Beauv.
- Tortula afanassievii Laz.
- Tortula affinis (Hampe) Broth.
- Tortula afroruralis (Müll. Hal.) Broth.
- Tortula agraria (Hedw.) P. Beauv.
- Tortula aloides (W.D.J. Koch ex Schultz) De Not.
- Tortula alpestris Dixon
- Tortula alpina (Brid.) Arn.
- Tortula altipes (Broth.) R.H. Zander
- Tortula ambigua (Bruch & Schimp.) Ångstr.
- Tortula amblyophylla (Gillies & Hook.) Mitt.
- Tortula ammonsiana H.A. Crum & L.E. Anderson
- Tortula amoena (Schumach.) Brid.
- Tortula amphidiacea (Müll. Hal.) Broth.
- Tortula amphidiifolia (Müll. Hal.) Broth.
- Tortula amplexa (Lesq.) Steere
- Tortula amplexifolia Mitt.
- Tortula ampliretis Crundw. & D.G. Long
- Tortula anacamptophylla (Müll. Hal.) Broth.
- Tortula anderssonii Ångstr.
- Tortula andicola Mont.
- Tortula andina (Sull.) Mitt.
- Tortula androgyna (Müll. Hal.) Broth.
- Tortula angustata Mitt.
- Tortula angustifolia Hook. & Grev.
- Tortula annulus (Müll. Hal.) Broth. ex Paris
- Tortula anomala (Bruch & Schimp.) Mitt. & Wilson
- Tortula antarctica (Hampe) Wilson
- Tortula apiculata (Hedw.) Turner
- Tortula appressa Mitt.
- Tortula appressifolia Mitt.
- Tortula arcuata Mitt.
- Tortula arenacea (Sull. & Lesq.) Culm.
- Tortula arenae (Besch.) Broth.
- Tortula areolata (C. Knight) Fife
- Tortula arequipensis M.J. Cano & M.T. Gallego
- Tortula argentinica (Broth.) R.H. Zander
- Tortula arida R. Br. bis
- Tortula aristata (Dicks.) Sm.
- Tortula aspera (Roxb.) Roxb. ex Willd.
- Tortula astoma Schiffn.
- Tortula atlantica P. Beauv.
- Tortula atrata Thér.
- Tortula atrovirens (Sm.) Lindb.
- Tortula aurea E.B. Bartram
- Tortula australasiae Hook. & Grev.
- Tortula austroafricana W.A. Kramer
- Tortula austroalpina (Müll. Hal.) Broth.
- Tortula austromuralis (Müll. Hal.) Broth. ex Paris
- Tortula austroruralis (Müll. Hal.) Broth.
- Tortula baetica (Casas & R. Oliva) J. Guerra & Ros
- Tortula baileyi Broth.
- Tortula barbata (Curtis ex With.) Sm.
- Tortula barbuloides (Brid.) Mitt.
- Tortula bartramii Steere
- Tortula bauriana Warnst. ex Baur
- Tortula bealeyensis R. Br. bis
- Tortula bellii R. Br. bis
- Tortula berica (De Not.) Lindb.
- Tortula bermudana Mitt.
- Tortula berthoana Thér.
- Tortula bicolor (Bruch & Schimp.) Lindb.
- Tortula bidentata X.L. Bai
- Tortula bifrons De Not.
- Tortula binnsii R. Br. bis
- Tortula bipedicellata Besch. ex E. Britton
- Tortula bistratosa Flowers
- Tortula bogosica (Müll. Hal.) R.H. Zander
- Tortula bogotensis (Hampe) Mitt.
- Tortula bolanderi (Lesq.) M. Howe
- Tortula bombayensis (Müll. Hal.) Mitt.
- Tortula bornmuelleri Schiffn.
- Tortula brachyaichme (Müll. Hal.) Broth.
- Tortula brachyangia (Müll. Hal. & Kindb.) Broth.
- Tortula brachychaete Dusén
- Tortula brachyclada Cardot
- Tortula brachydontia (Bruch) Mitt.
- Tortula brachymenia Mitt.
- Tortula brachypelma Dusén
- Tortula brachyphylla Mitt.
- Tortula brachypila (Müll. Hal.) Broth.
- Tortula brachypoda (Cardot & Thér.) Broth.
- Tortula brachytricha (Müll. Hal.) Broth.
- Tortula brandisii (Müll. Hal.) Broth.
- Tortula brebissonii (Brid.) Fior.-Mazz.
- Tortula brevicaulis (Schwägr.) Hook. & Grev.
- Tortula brevifolia (Dicks.) Sm.
- Tortula brevimucronata (Müll. Hal.) Broth.
- Tortula brevipes (Lesq.) Broth.
- Tortula brevirostris Hook. & Grev.
- Tortula brevis H. Whitehouse & M.E. Newton
- Tortula breviseta Mont.
- Tortula brevisetacea (Hampe ex F. Muell.) Thér.
- Tortula brevissima Schiffn.
- Tortula brevitheca R. Br. bis
- Tortula brevitubulosa Broth.
- Tortula brunnea (Müll. Hal.) Broth.
- Tortula bryoides Hook.
- Tortula buchtienii Herzog
- Tortula buergeneri Warnst.
- Tortula bullata (Sommerf.) Lindb.
- Tortula buyssonii (H. Philib.) Broth.
- Tortula cabulica J. Froehl.
- Tortula caespitosa (Schwägr.) Hook. & Grev.
- Tortula cainii H.A. Crum & L.E. Anderson
- Tortula calcarea Fior.-Mazz.
- Tortula calceolifolia Spruce ex Mitt.
- Tortula calcicola (Hampe) Mitt.
- Tortula calcicolens W.A. Kramer
- Tortula californica E.B. Bartram
- Tortula calobolax (Müll. Hal.) Broth.
- Tortula calycina (Schwägr.) Hook. & Grev.
- Tortula calyculosa Mitt.
- Tortula campestris Dusén
- Tortula campylocarpa Taylor
- Tortula canescens Mont.
- Tortula caninervis (Mitt.) Broth.
- Tortula capillaris (Dixon ex P.C. Chen) R.H. Zander
- Tortula cardotii Thér. & Naveau
- Tortula carinata Gillies ex Grev.
- Tortula caroliniana A.L. Andrews
- Tortula caucasica Lindb.
- Tortula cavallii G. Negri
- Tortula cernua (Huebener) Lindb.
- Tortula characodonta (Müll. Hal.) Broth.
- Tortula chiapensis Broth. ex Cardot
- Tortula chilensis (Mont.) Mitt.
- Tortula chimborazensis Mitt.
- Tortula chionostoma (Venturi) Broth.
- Tortula chisosa Magill, Delgad. & L.R. Stark
- Tortula chloronotos Brid.
- Tortula chlorotricha Broth. & Geh.
- Tortula chrysoblasta (Müll. Hal.) Broth. ex Paris
- Tortula chrysopila (Müll. Hal.) Paris
- Tortula chubutensis Dusén
- Tortula chungtienia R.H. Zander
- Tortula ciliata Broth.
- Tortula cirrata (Hedw.) P. Beauv.
- Tortula cirrifolia Mitt.
- Tortula closteri (Austin) Austin
- Tortula cochlearifolia P. de la Varde
- Tortula commutata (Jur.) Venturi & Bott.
- Tortula comosa (Dozy & Molk.) Wilson
- Tortula conferta E.B. Bartram
- Tortula confusa Cardot
- Tortula connectens Cardot
- Tortula conotricha (Müll. Hal.) Paris
- Tortula consanguinea Thwaites & Mitt.
- Tortula contorta (Hampe) Mont.
- Tortula contortifolia Mitt.
- Tortula convoluta (Hedw.) G. Gaertn., B. Mey. & Scherb.
- Tortula corniculata (Wahlenb.) Mitt.
- Tortula costata Mitt.
- Tortula costesii Thér.
- Tortula crassinervia De Not.
- Tortula crawfordii (Paris) Watts
- Tortula crenata Mitt.
- Tortula crenulata Warnst.
- Tortula crinita (De Not.) De Not.
- Tortula crispata (Hampe) Watts & Whitel.
- Tortula crispifolia Mitt.
- Tortula crispula (Bruch) Mitt.
- Tortula crocea Brid.
- Tortula cruegeri (Sond. ex Müll. Hal.) Mitt.
- Tortula cucullifera Mitt.
- Tortula cucullifolia J. Froehl.
- Tortula cuneifolia (Dicks.) Turner
- Tortula curta (Hedw.) Sw. ex P. Beauv.
- Tortula cuspidata (Schultz) A. Chev.
- Tortula cuspidatissima (Müll. Hal.) Broth.
- Tortula cylindrica (Bruch ex Brid.) Mitt.
- Tortula cylindrotheca Mitt.
- Tortula danica (M.T. Lange) Kindb.
- Tortula davalii Lindb.
- Tortula decidua Mitt.
- Tortula deciduidentata (Sharp & Z. Iwats.) R.H. Zander
- Tortula decolorans (Hampe) Mitt.
- Tortula demawendica Schiffn.
- Tortula densa (Velen.) J.-P. Frahm
- Tortula densifolia (Hook. f. & Wilson) Hook. f. & Wilson
- Tortula denticulata (Wilson) Mitt.
- Tortula deserta (Müll. Hal.) Broth.
- Tortula desertorum Broth.
- Tortula diaguita (R.H. Zander & Mahú) M.J. Cano & M.T. Gallego
- Tortula diaphana (Brid.) Mont.
- Tortula dicksoniana (Schultz) Podp.
- Tortula didymodontoides Broth.
- Tortula dioica R. Br. bis
- Tortula domingensis Thér.
- Tortula donnellii Austin
- Tortula drummondii Mitt.
- Tortula dubia (Schumach.) P. Beauv.
- Tortula duriuscula Mitt.
- Tortula echinata Schiffn.
- Tortula eckeliae R.H. Zander
- Tortula edentula Ignatova & Ignatov
- Tortula egelingii (Schlieph.) Broth.
- Tortula ehrenbergiana (Müll. Hal.) Broth.
- Tortula elaphrotricha (Müll. Hal.) Broth. ex Watts & Whitel.
- Tortula elata (Müll. Hal.) Durieu & Mont.
- Tortula elliptotheca R. Br. bis
- Tortula elongata Funck
- Tortula emarginata (Dozy & Molk.) Mitt.
- Tortula entosthodontacea (Cardot & Dixon) R.H. Zander
- Tortula epilosa Broth. ex Dusén
- Tortula ericetorum (Dicks.) Sm.
- Tortula erubescens (Mitt.) Mitt.
- Tortula erythrodonta (Taylor) Wilson
- Tortula erythroneura (Schimp. ex Müll. Hal.) Broth.
- Tortula erythrotricha (Müll. Hal.) Broth.
- Tortula eubryum (Müll. Hal.) Broth.
- Tortula eucalyptrata Lindb.
- Tortula evanescens Broth.
- Tortula excavata Mitt.
- Tortula excelsa Cardot
- Tortula exesa (Müll. Hal.) Broth.
- Tortula extenuata De Not.
- Tortula fallax (Hedw.) Schrad. ex Turner
- Tortula felipponei Thér.
- Tortula ferganensis Laz.
- Tortula ferruginea E.B. Bartram
- Tortula filaris (Müll. Hal.) Broth.
- Tortula fiorii (Venturi) G. Roth
- Tortula flagellaris (Schimp.) Mont.
- Tortula flavescens (Dicks.) P. Beauv.
- Tortula flavinervis Dixon
- Tortula flavipes (Bruch & Schimp.) Wilson
- Tortula flaviseta Mitt.
- Tortula flavovirens (Bruch) Fior.-Mazz.
- Tortula fleximarginata (Müll. Hal. & Hampe) Mitt.
- Tortula flexuosa Brid.
- Tortula fontana (Müll. Hal.) Broth.
- Tortula fragilifolia E.B. Bartram
- Tortula fragilis Taylor
- Tortula fragillima Herzog
- Tortula freibergii Dixon & Loeske
- Tortula fuegiana (Mitt.) Mitt.
- Tortula funckiana (Schultz) Hook. & Grev.
- Tortula fusca (Müll. Hal.) Mont.
- Tortula fuscinervia Mitt.
- Tortula fuscomucronata (Müll. Hal.) Broth.
- Tortula fuscoviridis Cardot
- Tortula galilaea (Herrnst. & Heyn) Ezer & R.H. Zander
- Tortula geheebiaeopsis (Müll. Hal.) Broth.
- Tortula geheebii Broth.
- Tortula geniculata Mont.
- Tortula gigantea (Funck) Lindb.
- Tortula glacialis (Kunze ex Müll. Hal.) Mont.
- Tortula glaucescens (Hampe) Mitt.
- Tortula goettingensis Brid. ex P. Beauv.
- Tortula goudotii (Hampe) Mitt.
- Tortula gracilis Hook. & Grev.
- Tortula graeffii (Warnst.) Warnst.
- Tortula graminicolor (Müll. Hal.) Mont.
- Tortula grandiretis Broth.
- Tortula gregaria Mitt.
- Tortula grisea (Jur.) Delogne
- Tortula gromschii Thér.
- Tortula grossiretis Cardot
- Tortula guatemalensis E.B. Bartram
- Tortula guepinii (Bruch & Schimp.) Broth.
- Tortula gulliveri R. Br. bis
- Tortula handelii Schiffn.
- Tortula heimii (Hedw.) Mitt.
- Tortula hellenica Schiffn. & Baumgartner
- Tortula hercynica Schrad. ex P. Beauv.
- Tortula herzogii R.H. Zander
- Tortula heteroloma Cardot
- Tortula heteroneura Cardot
- Tortula hibernica Mitt.
- Tortula hildebrandtii (Müll. Hal.) Broth.
- Tortula hirsuta (Venturi) Laz.
- Tortula hoppeana (Schultz) Ochyra
- Tortula hornschuchiana (Schultz) De Not.
- Tortula humida Mitt.
- Tortula humilis (Hedw.) Turner
- Tortula humillima Cardot & Copp.
- Tortula husnotii (Schimp. ex Besch.) Broth.
- Tortula hyalinotricha (Müll. Hal.) Broth.
- Tortula hyperborea (Brid.) Mont.
- Tortula icmadophila (Schimp. ex Müll. Hal.) Lindb.
- Tortula imberbis Sm.
- Tortula inaequalifolia (Taylor) Wilson
- Tortula incerta (Mitt.) Broth.
- Tortula inclinata R. Hedw.
- Tortula incrassata Brid.
- Tortula incurvidens Stirt.
- Tortula indica Hook.
- Tortula inermis (Brid.) Mont.
- Tortula inflexa Duby
- Tortula insulana De Not.
- Tortula intermedia De Not.
- Tortula inundata Mitt.
- Tortula irregularis Sim
- Tortula israelis Bizot & F. Bilewsky
- Tortula jaffuelii Thér.
- Tortula jamaicensis Mitt.
- Tortula jamesonii (Taylor) Mitt.
- Tortula javanica (Dozy & Molk.) Broth.
- Tortula jugicola Duby
- Tortula kabir-khanii (Broth.) R.H. Zander
- Tortula khartoumensis Pettet
- Tortula khasiana Mitt.
- Tortula kingii H. Rob.
- Tortula kneuckeri Broth. & Geh.
- Tortula knightii Mitt.
- Tortula kowaiensis R. Br. bis
- Tortula kunzeana (Müll. Hal.) Mont.
- Tortula kurzii (Müll. Hal.) Broth.
- Tortula lacerifolia R.S. Williams
- Tortula lacustris (Brid.) P. Beauv.
- Tortula laeta (Kunze ex Müll. Hal.) Mitt.
- Tortula laevigata Mitt.
- Tortula laevinervis Broth. ex Dusén
- Tortula laevipila (Brid.) Schwägr.
- Tortula laevipiliformis De Not.
- Tortula laeviuscula (Kindb.) Broth.
- Tortula lamellata Lindb.
- Tortula lamprocalyx (Müll. Hal.) Mont.
- Tortula lanceola R.H. Zander
- Tortula lanceolata (Hedw.) P. Beauv.
- Tortula lancifolia R. Br. bis
- Tortula latifolia Bruch ex Hartm.
- Tortula latrobeana (Müll. Hal.) Mitt.
- Tortula laureri (Schultz) Lindb.
- Tortula lazarenkoi L.I. Savicz
- Tortula lechleri (Müll. Hal.) Broth.
- Tortula leikipiae (Müll. Hal.) Broth.
- Tortula leiostoma Herzog
- Tortula leiostomoides P. de la Varde
- Tortula lemniscata R.H. Zander
- Tortula leptopyxis (Müll. Hal.) Lindb. & Arnell
- Tortula leptosyntrichia (Müll. Hal.) Broth.
- Tortula leptotheca (Broth.) P.C. Chen
- Tortula leucocalyx Mont.
- Tortula leucochlora (Müll. Hal.) Broth.
- Tortula leucostega (Müll. Hal.) Broth.
- Tortula leucostoma (R. Br.) Hook. & Grev.
- Tortula ligularis Mitt.
- Tortula ligulata Herzog
- Tortula limbata Lindb.
- Tortula limensis R.S. Williams
- Tortula lindbergii Broth.
- Tortula linearifolia P. Beauv.
- Tortula linearis (Sw. ex F. Weber & D. Mohr) Sw. ex Mitt.
- Tortula linguifolia Herzog
- Tortula lingulata Lindb.
- Tortula lingulifolia Cardot & Broth.
- Tortula linoides (Hedw.) P. Beauv.
- Tortula lithophila Dusén
- Tortula litorea Cardot & Broth.
- Tortula longifolia (Griff.) Mitt.
- Tortula longimucronata X.J. Li
- Tortula longipedunculata (Müll. Hal.) Broth.
- Tortula longirostris (Hampe) Mitt.
- Tortula lorentzii (Müll. Hal.) Broth.
- Tortula lurida (Hornsch.) Mitt.
- Tortula lusitanica Brid.
- Tortula luteola Mitt.
- Tortula macowaniana (Müll. Hal.) Broth.
- Tortula macrocarpa (Schimp.) Mitt.
- Tortula macrotricha (Cardot & Thér.) Broth.
- Tortula madagassa Dixon
- Tortula magellanica Mont.
- Tortula mairei Thér. & Trab.
- Tortula marginata (Bruch & Schimp.) Spruce
- Tortula maritima (R. Br. bis) R.H. Zander
- Tortula maudii R. Br. bis
- Tortula media E.S. Salmon
- Tortula megalocarpa (Kindb.) Broth.
- Tortula melanocarpa Mitt.
- Tortula melbourneana (Müll. Hal.) Broth.
- Tortula membranifolia Hook.
- Tortula mendozensis Mitt.
- Tortula menziesii Arn.
- Tortula meridionalis (Luisier) Guim.
- Tortula meruensis (Müll. Hal.) Broth.
- Tortula mexicana (Hampe ex Müll. Hal.) Mitt.
- Tortula minima Herzog
- Tortula minor (Müll. Hal.) R.H. Zander
- Tortula minuscula R.S. Williams
- Tortula minuta R. Br. bis
- Tortula minutirosula (Müll. Hal.) Broth.
- Tortula mniadelphus (Müll. Hal.) Broth.
- Tortula mniifolia (Sull.) Mitt.
- Tortula mnioides (Schwägr.) Mont.
- Tortula modica R.H. Zander
- Tortula mollis (Bruch & Schimp. ex Müll. Hal.) Broth.
- Tortula mongolica (Boros) Ochyra
- Tortula monoica Cardot
- Tortula montana Mitt.
- Tortula montenegrina (Breidl. & Szyszył.) Broth.
- Tortula mucronata (Brid.) Lindb.
- Tortula mucronifera W. Frey, Kürschner & Ros
- Tortula mucronifolia Schwägr.
- Tortula mucronulata (Dicks.) Turner
- Tortula muralis Hedw.
- Tortula muricola (Müll. Hal.) Mitt.
- Tortula murina (Müll. Hal.) Broth.
- Tortula nana (Müll. Hal.) Broth.
- Tortula nankomontana Nog.
- Tortula napoana De Not.
- Tortula navicularis (Mitt.) Broth.
- Tortula neoeckeliae C. Feng & J. Kou
- Tortula neomexicana (Sull. & Lesq.) Broth.
- Tortula nervosa P. Beauv.
- Tortula nevadensis (Cardot & Thér.) R.H. Zander
- Tortula nigra R.H. Zander
- Tortula nitida Lindb.
- Tortula northiana Grev.
- Tortula norvegica (F. Weber) Lindb.
- Tortula novogranatensis (Hampe) Mitt.
- Tortula novoguinensis E.B. Bartram
- Tortula oamaruensis R. Br. bis
- Tortula oblongifolia Wilson
- Tortula obscura Mitt.
- Tortula obscuriretis Thér.
- Tortula obtusifolia (Schwägr.) Mathieu
- Tortula obtusissima (Müll. Hal.) Mitt.
- Tortula occidentalis Mitt.
- Tortula oleaginosa I.G. Stone
- Tortula olivacea Besch. ex Mitt.
- Tortula omissa Thér.
- Tortula oranica (Müll. Hal.) Broth.
- Tortula orthodonta (Müll. Hal.) Mitt.
- Tortula ovata (Hedw.) Dixon
- Tortula pachyneura Dixon ex Sainsbury
- Tortula pagorum (Milde) De Not.
- Tortula pallens Brid.
- Tortula pallida (Lindb.) R.H. Zander
- Tortula pandurifolia (Müll. Hal. & Hampe) Broth.
- Tortula panduriformis R. Br. bis
- Tortula papillosa Wilson ex Spruce
- Tortula papillosissima (Copp.) Broth.
- Tortula parramattana Mitt.
- Tortula parva Cardot
- Tortula parvula Hook. & Grev.
- Tortula patagonica Mitt.
- Tortula patens (Dicks. ex Hedw.) P. Beauv.
- Tortula paulsenii Broth.
- Tortula pellucida Hook. & Grev.
- Tortula perarmata Broth.
- Tortula percarnosa (Müll. Hal.) Broth.
- Tortula perflaccida Broth. ex Dusén
- Tortula perlimbata Geh. ex Cardot
- Tortula perpusilla (Müll. Hal.) Broth.
- Tortula perrubiginosa (Dusén) Paris
- Tortula perrufula (Müll. Hal.) R.S. Williams
- Tortula peruviana Mitt.
- Tortula petriei Broth. ex Beckett
- Tortula phaea (Hook. f. & Wilson) Dixon
- Tortula pichinchensis Taylor
- Tortula pierrottii Bizot
- Tortula pilifera Hook.
- Tortula pilosa Schrad. ex Lam. & DC.
- Tortula planicosta Herzog
- Tortula planifolia X.J. Li
- Tortula platyphylla Mitt.
- Tortula plinthobia (Sull. & Lesq.) Broth.
- Tortula podocarpi (Müll. Hal.) Broth.
- Tortula poeppigiana (Müll. Hal.) Mont.
- Tortula polycarpa Dusén
- Tortula polylepidis Herzog
- Tortula polyseta (Müll. Hal.) Warnst.
- Tortula pontresinae Geh. & Warnst.
- Tortula porphyreoneura (Müll. Hal.) C.C. Towns.
- Tortula porteri (James) Broth.
- Tortula preissiana (Müll. Hal.) Broth.
- Tortula princeps De Not.
- Tortula pringlei Cardot
- Tortula propagulata Laz.
- Tortula propagulosa Sharp
- Tortula propinqua (Müll. Hal.) Broth.
- Tortula prostrata Mont.
- Tortula protobryoides R.H. Zander
- Tortula pruinosa Mitt.
- Tortula pseudoaciphylla (Kindb.) Broth.
- Tortula pseudoantarctica (Müll. Hal.) Broth.
- Tortula pseudodesertorum J. Froehl.
- Tortula pseudohandelii J. Froehl.
- Tortula pseudolatifolia Cardot
- Tortula pseudopilifera (Hampe & Müll. Hal.) Mitt.
- Tortula pseudoprinceps Dixon
- Tortula pseudorobusta Dusén
- Tortula pugionata (Müll. Hal.) Broth.
- Tortula pulvinata (Jur.) Limpr.
- Tortula pulvinatula Dusén
- Tortula punctulata (Brid.) Mitt.
- Tortula purpureovelutina Herzog
- Tortula pusilla Mitt.
- Tortula pygmaea Dusén
- Tortula quitoensis Taylor
- Tortula raddei Broth.
- Tortula rallieri Cardot
- Tortula ramosissima Thér.
- Tortula randii (Kenn.) R.H. Zander
- Tortula raucopapillosa (X.J. Li) R.H. Zander
- Tortula raui (Austin) Austin
- Tortula readeri (Müll. Hal.) Broth.
- Tortula rectifolia (Taylor) Mitt.
- Tortula recurvata Hook.
- Tortula recurvifolia (Wilson) Berk.
- Tortula reflexa Brid.
- Tortula rehmannii (Müll. Hal.) Sim
- Tortula remotifolia Takaki
- Tortula replicata (Taylor) Wilson
- Tortula reticularia (Müll. Hal.) Broth.
- Tortula revoluta (Brid.) Schrad.
- Tortula revolutifolia Laz.
- Tortula revolvens (Schimp.) G. Roth
- Tortula rhizophylla (Sakurai) Z. Iwats. & K. Saito
- Tortula rhodonia R.H. Zander
- Tortula rigescens Broth. & Geh.
- Tortula rigida (Hedw.) Schrad. ex Turner
- Tortula rigidula (Hedw.) Lindb.
- Tortula ripicola Thér.
- Tortula rivularis Dusén
- Tortula robusta Hook. & Grev.
- Tortula robustula Cardot
- Tortula rotundifolia Hartm.
- Tortula rotundoemarginata (Müll. Hal. & Kindb.) Broth.
- Tortula rubella Hook. f. & Wilson
- Tortula rubiginosa (Müll. Hal.) Mitt.
- Tortula rubra Mitt.
- Tortula rubripila Dixon
- Tortula rufa (Lorentz) Braithw.
- Tortula rufipila (Cardot & Thér.) Broth.
- Tortula runcinata (Müll. Hal.) Broth.
- Tortula ruraliformis (Besch.) T. Barker
- Tortula ruralis (Hedw.) G. Gaertn., B. Mey. & Scherb.
- Tortula sabinae C.C. Towns.
- Tortula saccardoana De Not.
- Tortula saharae Trab.
- Tortula sainsburyana R.H. Zander
- Tortula santiagensis Broth.
- Tortula santorinensis Schiffn.
- Tortula satoi Sakurai
- Tortula saussuriana P. Beauv.
- Tortula savatieri (Besch.) Broth.
- Tortula saxicola Cardot
- Tortula scabrella Dusén
- Tortula scabrinervis (Müll. Hal.) Mont.
- Tortula schimperi M.J. Cano, O. Werner & J. Guerra
- Tortula schlimii (Müll. Hal.) Mitt.
- Tortula schmidii (Müll. Hal.) Broth.
- Tortula schnyderi (Müll. Hal.) Broth.
- Tortula scotteri R.H. Zander & Steere
- Tortula searlii R. Br. bis
- Tortula semirubra (Müll. Hal.) Broth.
- Tortula semivaginata Schimp. ex E. Britton
- Tortula serrata Dixon
- Tortula serripungens (Lorentz & Müll. Hal.) Broth.
- Tortula serrulata Hook. & Grev.
- Tortula setosa P. Beauv.
- Tortula sinensis (Müll. Hal.) Broth.
- Tortula sinuata E.B. Bartram
- Tortula sinuosa Mitt.
- Tortula socialis Dusén
- Tortula solmsii (Schimp.) Limpr.
- Tortula solomensis (Broth.) R.H. Zander
- Tortula sordida Herzog
- Tortula spadicea Mitt.
- Tortula spathulata (Harv.) Mitt.
- Tortula spathulifolia De Not.
- Tortula spiralis (Schimp.) Mitt.
- Tortula splachnoides (Hornsch.) R.H. Zander
- Tortula sprengelii (Schwägr.) Hook. & Grev.
- Tortula spuria J.J. Amann
- Tortula squamifera (Viv.) De Not.
- Tortula squarripila Thér.
- Tortula squarrosa (Brid.) De Not.
- Tortula stanfordensis Steere
- Tortula starckeana (Hedw.) Kindb.
- Tortula stellata (Dicks.) Sm.
- Tortula stenocarpa (Hampe) Mitt.
- Tortula stenophylla Mitt.
- Tortula stevensii R. Br. bis
- Tortula streptopogoniacea (Müll. Hal.) Broth.
- Tortula stricta (Hedw.) P. Beauv.
- Tortula subagraria (Müll. Hal.) Broth.
- Tortula subantarctica Sainsbury
- Tortula subaristata (Bruch & Schimp. ex Müll. Hal.) Broth.
- Tortula subbrunnea Broth. & Watts
- Tortula subcalycina (Müll. Hal.) Mitt.
- Tortula subcarnifolia (Müll. Hal. & Kindb.) Paris
- Tortula subcaroliniana Bizot
- Tortula subcuneifolia (Kindb.) Broth.
- Tortula suberecta Hook.
- Tortula subglacialis Thér.
- Tortula subintermedia (Renauld & Cardot) Cardot
- Tortula sublimbata (Mitt.) Broth.
- Tortula submegalocarpa (Kindb.) Broth.
- Tortula submontana Broth.
- Tortula submuralis (Müll. Hal.) Paris
- Tortula submutica Broth.
- Tortula subnigra Mitt.
- Tortula subobliqua R.S. Williams
- Tortula subpapillosa Cardot & Broth.
- Tortula subrufa Cardot
- Tortula subsessilis (Brid.) Mitt.
- Tortula subspathulata (Müll. Hal.) Broth.
- Tortula subspiralis (Hampe) Broth.
- Tortula subtorquata (Müll. Hal. & Hampe) Mitt.
- Tortula subtorquatifolia Dixon
- Tortula subtorquescens (Müll. Hal. & Kindb.) Broth.
- Tortula subtranscaspica J. Froehl.
- Tortula subulata Hedw.
- Tortula subulifolia (Sull.) Mitt.
- Tortula sullivaniana (Müll. Hal.) Watts & Whitel.
- Tortula synoica R. Br. bis
- Tortula systylia (Schimp.) Lindb.
- Tortula tanganyikae Dixon
- Tortula tasmanica (Hampe) Mitt.
- Tortula tenella Broth.
- Tortula tenera (Brid.) P. Beauv.
- Tortula tenuirostris (Hook. & Taylor) Mitt.
- Tortula tenuis P. Beauv.
- Tortula teretiuscula (Schimp.) Mitt.
- Tortula thianschanica Broth.
- Tortula thomsonii (Müll. Hal.) R.H. Zander
- Tortula tonkinensis (Besch.) R.H. Zander
- Tortula torlessensis R. Br. bis
- Tortula torquata (Taylor) Wilson
- Tortula torquatifolia (Geh.) Dixon
- Tortula tortuosa Schrad. ex Hedw.
- Tortula toutonii Bizot
- Tortula trachyneura Dixon
- Tortula trachyphylla Broth.
- Tortula transcaspica Broth.
- Tortula trianae (Müll. Hal.) Mitt.
- Tortula truncata (Hedw.) Mitt.
- Tortula tutigae Sakurai
- Tortula ucrainica (Laz.) R.H. Zander
- Tortula unguiculata Turner
- Tortula vahliana (Schultz) Mont.
- Tortula vectensis E.F. Warb. & Crundw.
- Tortula velenovskyi Schiffn.
- Tortula verticillata (With.) Mitt.
- Tortula vesiculosa (Müll. Hal.) Broth.
- Tortula vinealis (Brid.) Spruce
- Tortula virescens (De Not.) De Not.
- Tortula viridifolia (Mitt.) Blockeel & A.J.E. Sm.
- Tortula viridipila Dixon & Sainsbury
- Tortula viridula (Müll. Hal.) Broth.
- Tortula vlassovii (Laz.) Ros & Herrnst.
- Tortula walkeri R. Br. bis
- Tortula websteri H. Rob.
- Tortula wilczekii Meyl.
- Tortula wilhelmii (Müll. Hal.) Watts & Whitel.
- Tortula williamsii E.B. Bartram
- Tortula willisiana R.H. Zander
- Tortula wilsonii (Hook.) R.H. Zander
- Tortula xerophila Herzog
- Tortula yuennanensis P.C. Chen
- Tortula zoddae R.H. Zander

Selon World Register of Marine Species (18 novembre 2018) :
- Tortula ruralis